# Бразильський треш-метал
Бразильський треш-метал — регіональна треш-метал сцена, яка виникла в 1980-х роках у Бразилії. Разом з Бей-Еріа та Тевтонським трешом єдина з основних сцен жанру у 1980-х. Частина бразильських колективів та виконавців середини 1980-х років своєю творчістю значно вплинули на початковий розвиток блек-металу.

## 1980-ті
На початку 1980-х років з'явилися такі колективи як Metallica, Slayer (США), Destruction, Kreator (Німеччина) та Voivod і Exciter (Канада). В цей же час, під впливом NWOBHM та хардкор-панку, в Бразилії з'являється власна музична сцена подібних напрямів.
Бразильський рок відліковує свій початок від 1960-х, та отримуючи поштовх з руху під назвою Jovem Guarda, пройшов крізь етап прогресивного року дійшовши до рівня хеві-метал. У 1982 році перший подібний LP випустили Stress з Белену. Також з'явилася панк-сцена в Сан-Паулу.
Перший офіційний треш (або швидкісний метал), випущений в Бразилії, є сплітом двох колективів — Dorsal Atlântica та Metalmorphose 1984-го року. Реліз відбувся приблизно в той самий час, що і «Kill 'Em All» Metallica, «War and Pain» Voivod та «Sentence of Death» Destruction.
Dorsal Atlântica з Ріо-де-Жанейро були першопрохідцями, оскільки їх запис був першим офіційним релізом, але з'явилися й інші групи, що випустили перші демо, як-то Vulcano з Сан-Паулу і Sepultura з Белу-Оризонті.

## 1990-ті
Sepultura мали успіх за межами країни. Останні треш альбоми «класичної школи» були видані 1991-го року — «Mass Illusion» Korzus, «Arise» Sepultura, «Rotten Authorities» Executer та «The Laws of Scourge» Sarcófago.
Увійшовши в 1990-ті місцевий треш міксувався з альтметалом, гранджем, індастріалом та специфічною фольк музикою. Sepultura і Overdose вважаються засновниками та культовими колективами, що надали трешу етнічне звучання.
Sarcófago задіяв ударний прилад у своєму останньому студійному альбомі під назвою Crust, що розглядається як прототип застосування бласт біту. У 2000-х роках Executer і Holocausto повернулися до класичного виконання, рівно як і Макс Кавалера (Soulfly), Ratos de Porão до кросовер-трешу.

## Регіональні сцени
Найбільший вплив на розвиток бразильського треш-металу історично склали три регіони — Белу-Оризонті, Сан-Паулу і Ріо-де-Жанейро. Найвидатніша з них перша, на сцені якої з'явилися найбільш відомі місцеві колективи екстремального металу. Sarcófago в «I.N.R.I.» перші застосували корпспейнт який надалі «набув величезної популярності серед норвезьких блек-металістів». Також цей колектив, рівно як і Sepultura, є «канонічним» для подальшого розвитку «не норвезького» стилю «військового металу».

## Список найвідоміших представників
Белу-Оризонті:
- Sepultura
- Sarcófago
- Chakal
- Mutilator
- Holocausto

Сан-Паулу:
- Vulcano
- Attomica
- Executer
- Korzus
- Lobotomia
- MX
- Nervosa
- Ratos de Porão
- Project46
- Torture Squad

Ріо-де-Жанейро:
- Dorsal Atlântica
- Terrorstorm

Бразиліа:
- Violator

Ріу-Гранді-ду-Сул:
- Krisiun